# 麥克·麥科米克
麥克·弗朗西斯·麥科米克（英語：Michael Francis McCormack，1964年8月2日—），是一位澳大利亚政治人物，他的黨籍是澳大利亚國家黨。自2010年開始，他是瑞福利納選區選出的澳洲聯邦眾議院的議員。在踏入政壇之前，他曾是一位報社編輯。曾任澳大利亚副总理及澳大利亚国家党党首。